# صراع المحترفين (فلم)
صراع المحترفين هو فيلم مصري عرض عام 1969، بطولة رشدي أباظة ونجلاء فتحي ونجوى فؤاد ومحمود المليجي وتوفيق الدقن، ومن إخراج حسن الصيفي.

## قصة الفيلم
الغرباوي (محمود المليجي) صاحب أكبر أسطول لصيد السمك بمنطقة أبو قير بالإسكندرية، ويعيش مع ابنته الوحيدة ليلى (نجلاء فتحى) وزوجته الجديدة فيفي (نجوى فؤاد)، وهو في الحقيقة مهرب تراقبه المباحث وتجند له الضابط وحيد (رشدي أباظة) الذي يتنكر في شخصية الدكتور فتحي، يحاول التقرب من ليلى ابنة المهرب وذلك وفقًا للخطة التي وضعها رئيس المباحث.

## طاقم التمثيل
- رشدي أباظة: (المقدم وحيد / د. فتحي)
- نجلاء فتحي: (ليلى الغرباوي)
- نجوى فؤاد: (أشجان / فيفي)
- محمود المليجي: (الغرباوي)
- توفيق الدقن: (دبور)
- نظيم شعراوي: (المقدم علي عبد الجواد)
- كوثر شفيق: (دولت عبد الجواد)
- إبراهيم سعفان: (من رجال المقدم فتحي)
- سيف الله مختار: (قرموط)
- عبد الخالق صالح: (رئيس مكتب مكافحة التهريب)
- سمير شديد: (النقيب ممدوح)
- عباس رحمي: (د. مخلوف)
- إسكندر منسي: (سعد عمار - مسجل كلية الطب)
- علي عرابي: (شاويش/ عبده)
- رشوان مصطفى: (مدير مرور القاهرة)
- نصر سيف: (من رجال الغرباوي)
- عادل الشناوي: (ضابط بحري)
- رضوان حافظ

## فريق العمل
- إخراج: حسن الصيفي
- تأليف: فايق إسماعيل
- مدير التصوير: محمد عمارة
- مونتاج: فكري رستم
- إنتاج: العالمية (فاروق حسنين، فكري رستم)
- توزيع: العالمية (فاروق حسنين، فكري رستم)